# Streitdorf (Gemeinde Niederhollabrunn)
Streitdorf ist eine Ortschaft und eine Katastralgemeinde der Gemeinde Niederhollabrunn im Bezirk Korneuburg in Niederösterreich.

## Geografie
Der Ort liegt westlich von Niederhollabrunn in einem fruchtbaren Hügelland und wird vom Senningbach durchflossen. Durch den Ort führt die Landesstraße L30. Im Nordwesten des Dorfes befinden sich zahlreiche Wirtschaftsgebäude des Schlosses Streitdorf. Am 1. April 2020 umfasste der Ort 114908 Adressen.

## Geschichte
Die erste Nennung des Ortes erfolge um 1150 mit dem Ritter Waltherus de Stritdorf. Dieses Ministerialengeschlecht bestand vermutlich bis in das späte 12. Jahrhundert. Zusammen mit dem benachbarten Bruderndorf konstituierte sich Streitdorf zur Gemeinde, die aber im Jahr 1883 aufgelöst wurde. Bis 1971 bildete der Ort eine eigenständige Ortsgemeinde und schloss sich 1971 an Niederhollabrunn an. Laut Adressbuch von Österreich waren im Jahr 1938 in der Ortsgemeinde Streitdorf ein Fleischer, ein Gastwirt, zwei Gemischtwarenhändler, eine Milchgenossenschaft, ein Schmied,  zwei Schuster, ein Viktualienhändler, ein Wasenmeister und mehrere Landwirte ansässig.
Wolfgang Löser verwirklichte im Jahr 2007 in Streitdorf mit Hilfe von Photovoltaik, Solarenergie, Wind und Biomasse einen von fossiler Energie gänzlich unabhängigen Bauernhof. Wolfgang Löser erhielt in den vergangenen Jahren nationale und internationale Auszeichnungen. Zuletzt wurde ihm der Hans-Kudlich-Preis des Ökosozialen Forums Österreich verliehen.

## Siedlungsentwicklung
Zum Jahreswechsel 1979/1980 befanden sich in der Katastralgemeinde Streitdorf insgesamt 169 Bauflächen mit 83.415 m² und 88 Gärten auf 82.933 m², 1989/1990 gab es 168 Bauflächen. 1999/2000 war die Zahl der Bauflächen auf 212 angewachsen und 2009/2010 bestanden 182 Gebäude auf 373 Bauflächen.

## Bodennutzung
Die Katastralgemeinde ist landwirtschaftlich geprägt. 772 Hektar wurden zum Jahreswechsel 1979/1980 landwirtschaftlich genutzt und 8 Hektar waren forstwirtschaftlich geführte Waldflächen. 1999/2000 wurde auf 770 Hektar Landwirtschaft betrieben und 16 Hektar waren als forstwirtschaftlich genutzte Flächen ausgewiesen. Ende 2018 waren 740 Hektar als landwirtschaftliche Flächen genutzt und Forstwirtschaft wurde auf 21 Hektar betrieben. Die durchschnittliche Bodenklimazahl von Streitdorf beträgt 71,5 (Stand 2010).

## Sehenswürdigkeiten
Das Schloss Streitdorf ist ein schlichter Bau aus der Biedermeierzeit.

## Persönlichkeiten
- Andreas Krickel (1754–1806), Mönch, Priester und Komponist, wuchs im Ort auf
- Carl Pischinger (1823–1886), Maler, Radierer und Lithograph, wuchs im Ort auf